# Louis von Kamphövener
Louis Karl Adolf Franz Kamphövener, seit 1900 von Kamphövener (* 11. August 1843 in Schleswig; † 24. Dezember 1927 in Hannover) war ein preußischer Generalleutnant und osmanischer Marschall.

## Leben

### Herkunft
Er war ein Sohn des aus einer holsteinischen Pastoren- und Beamtenfamilie stammenden Appellationsgerichtsrats Hans Adolph Kamphövener (1808–1856) und dessen Ehefrau Sophie, geborene Broekel, einer Schwester der Schriftstellerin Johanna Antonie Broekel. Der Maler Fritz Kamphövener war sein älterer Bruder. Sein Vater wurde nach der Schleswig-Holsteinischen Erhebung 1850 als Mitglied des Schleswigschen Obergerichtes des Landes verwiesen, weshalb die Familie zunächst ärmlich in Kiel unterkam. Das Patent für das Herzogthum Schleswig, betreff die Amnestie von 1852 galt nicht für ihn. Erst 1853 erhielt der Vater in Ehrenbreitstein bei Koblenz eine neue Anstellung als Justizrat.

### Militärkarriere
Kamphövener erhielt seine erste Schulbildung im elterlichen Hause und besuchte später das Gymnasium in Koblenz. Am 30. Oktober 1860 trat er als Fahnenjunker in das Infanterie-Regiment Nr. 68 der Preußischen Armee ein und wurde dort am 11. Februar 1862 zum Sekondeleutnant befördert. Am 1. Oktober 1865 folgte seine Kommandierung zur weiteren Ausbildung an die Kriegsakademie. Aufgrund des Krieges gegen Österreich unterbrach Kamphövener 1866 seine Studien und nahm mit seinem Regiment an der Schlacht bei Königgrätz teil. Nach dem Friedensschluss kehrte er an die Akademie zurück und beendete erfolgreich seine Ausbildung zum 30. Juni 1868. Im Anschluss versah er seinen Dienst in der 9. Kompanie in Koblenz und war ab 1. Mai 1870 zur Dienstleistung beim Großen Generalstab kommandiert. Zu Beginn des Krieges gegen Frankreich fungiert Kamphövener als Adjutant beim Gouvernement Koblenz und kam am 11. September 1870 zu seinem Regiment ins Feld. Er nahm dort an der Belagerung von Metz sowie den Schlachten bei Amiens und an der Hallue teil. Nach seiner Beförderung zum Premierleutnant am 8. Dezember 1870 kämpfte er noch bei Bapaume und wurde mit dem Eisernen Kreuz II. Klasse ausgezeichnet.
Nach dem Frieden von Frankfurt wurde Kamphövener im Oktober 1871 wieder zur Dienstleistung beim Großen Generalstab kommandiert und unter Beförderung zum Hauptmann am 17. April 1873 hierher versetzt. Zeitgleich verwendete man ihn ab diesem Zeitpunkt als Vermessungsdirigent in der Topographischen Abteilung. Am 4. April 1876 kehrte er dann in den Truppendienst zurück und kam als Chef der 11. Kompanie im 3. Hannoverschen Infanterie-Regiment Nr. 79 nach Hameln. Am 29. April 1882 beurlaubte man Kamphövener und stellte ihn am 29. Juni 1882 mit dem Charakter als Major zur Disposition zwecks Übertritt in osmanische Dienste.
Gemeinsam mit Otto Kähler und Colmar von der Goltz ging er im Rahmen der deutschen Militärmissionen im Osmanischen Reich nach Konstantinopel und wirkte dort als Militärberater des Sultans Abdülhamids II. bis zu dessen Absetzung 1909. Der Sultan ehrte ihn für seine Dienste 1905 als „Müschir“ (Marschall), womit ihm im Osmanischen Reich der Titel eines Paschas zustand.
Innerhalb der Preußischen Armee avancierte er weiter und erhielt bis zum 18. April 1899 den Charakter als Generalleutnant. Am 1. Januar 1900 war Kamphövener für sich und seine Familie durch Wilhelm II. in den erblichen preußischen Adelsstand erhoben worden.

### Familie
Kamphövener heiratete Anna von Werlhof (1857–1932), die Tochter des Celler Gerichtspräsidenten August von Werlhof (1809–1895). Das Paar hatte zwei Söhne und zwei Töchter:
Kurt (1887–1983) wurde Diplomat, Adolf (1889–1945) starb in Berlin im Lazarett. Elsa Sophia (1878–1963), eine der beiden Töchter, wurde im höheren Alter als Märchenerzählerin und Schriftstellerin weit über Deutschland hinaus bekannt. Ihre Schwester Hedwig († 1891) starb jung.
Louis von Kamphövener verbrachte seinen Ruhestand in Hannover. Dort verfasste er 1921/22 seine Memoiren, die aber unveröffentlicht blieben.